# Comuna Halîceanî, Horodok
Halîceanî (în ucraineană Галичани) este o comună în raionul Horodok, regiunea Liov, Ucraina, formată din satele Drozdovîci și Halîceanî (reședința).

## Demografie
Componența lingvistică a comunei Halîceanî
     Ucraineană (99,94%)
     Alte limbi (0,06%)
Conform recensământului din 2001, majoritatea populației comunei Halîceanî era vorbitoare de ucraineană (99,94%), existând în minoritate și vorbitori de alte limbi.